# فرانزیسکا گوده
فرانزیسکا گوده (انگلیسی: Franziska Gude؛ زادهٔ ۱۹ مارس ۱۹۷۶) بازیکن هاکی روی چمن اهل آلمان است.
وی در مسابقات کشوری و بین‌المللی در مجموع برندهٔ ۲ مدال طلا، ۲ مدال نقره، ۱ مدال برنز شده‌است.